# Iets van tweemaal hem
Iets van tweemaal hem is een hoorspel van Hans Mantje. De VARA zond het uit op zaterdag 16 november 1968. De regisseur was Ad Löbler. De uitzending duurde 53 minuten.

## Rolbezetting
- Hans Veerman & Pieter Lutz (Jaspers & Van Bosselaar)
- Hans Karsenbarg (de portier)
- Elly den Haring (zuster Engel)

## Inhoud
We bevinden ons in een ziekenhuis waar het nogal vreemd toegaat. Men krijgt de indruk dat de patiënten er geprepareerd worden voor de dood. Die indruk heeft ook Jaspers, die op een kamertje geïsoleerd ligt. De portier praat als een bankbediende, de zuster die Jasper verzorgt jodelt en ergens boven zit de directeur geheimzinnige dingen te doen. Er wordt een bezoeker toegelaten tot Jaspers. De man vertelt dat Jaspers’ plaats op kantoor door een ander is bezet. Hijzelf, Van Bosselaar, is chef geworden. De mallepraat en het holle vertoon culmineren in de demonstratie van een puzzelspelletje, waarbij het woord “levensonderhoud” moet worden samengesteld. Dan neemt het hoorspel een komische wending: ook Van Bosselaar stapt in een ziekenbed. Zodoende laat hij zich inkapselen door een boosaardige manoeuvre van Jaspers. Dat blijkt later, in het tweede deel. Het motief hiervan is: ieder heeft zijn eigen Judas.